# Abigail Cowen
Abigail Frances Cowen (Gainesville, 18 marzo 1998) è un'attrice e modella statunitense. È nota per il ruolo di Dorcas in Le terrificanti avventure di Sabrina. Dal 2021 al 2022 ha interpretato Bloom in Fate: The Winx Saga, adattamento live-action di Winx Club.

## Biografia
Abigail Cowen nasce a Gainesville, in Florida, da Andrew Cowen e Leslie LeMasters-Cowen. È cresciuta in una fattoria insieme al fratello Dawson. Ha preso lezioni di recitazione fin da bambina.  Ha frequentato l'Oviedo High School, dove era atleta in atletica leggera. Ha cominciato a studiare PR presso l'Università della Florida, per poi trasferirsi con la famiglia a Los Angeles, in California, nel 2016, per intraprendere più in fondo la carriera di attrice.
Da settembre 2021 a dicembre 2023 è stata fidanzata con il modello e attore britannico Danny Griffin, conosciuto sul set di Fate: The Winx Saga.

## Carriera
Abigail Cowen ha intrapreso la carriera di attrice all'età di 16 anni, nel 2014, recitando in un episodio di Red Band Society, adattamento statunitense di Braccialetti rossi. Successivamente, nel 2017, ottiene un ruolo episodico in Stranger Things ed un ruolo ricorrente in Wisdom of the Crowd - Nella rete del crimine, mentre nel 2018 recita in The Fosters, in un ruolo secondario, prima di entrare nel cast di Le terrificanti avventure di Sabrina, nel ruolo di Dorcas.
È apparsa al cinema nel film biografico del 2020 Cosa mi lasci di te, in cui interpreta Adrienne Liesching-Camp, la seconda moglie del cantautore statunitense Jeremy Camp, interpretato da KJ Apa.
Dal 2021 al 2022 interpreta Bloom, protagonista di Fate: The Winx Saga, adattamento live-action del cartone animato Winx Club.
Riapparirà sul grande schermo sempre nel 2022 nel ruolo di protagonista nella pellicola Riscatto d'amore, film basato sull'omonimo romanzo di Francine Rivers.
Oltre a lavorare come attrice, Abigail Cowen ha intrapreso la carriera di modella nel 2014, firmando un contratto prima con MC2 Model Management e poi con IMG Models.

## Filmografia

### Attrice

#### Cinema
- Cosa mi lasci di te, regia di Andrew Erwin e Jon Erwin (2020)
- Witch Hunt, regia di Breck Eisner (2021)
- Riscatto d'amore (Redeeming Love), regia di D.J. Caruso (2022)
- Electra, regia di Hala Matar (2024)
- Behind the Lines, regia di John B. Benitz (2024)
- L'esorcismo di Emma Schmidt - The Ritual (The Ritual), regia di David Midell (2025)

#### Televisione
- Red Band Society  – serie TV, episodio 1x04 (2014)
- Stranger Things – serie TV, episodi 2x01 e 2x03 (2017)
- Wisdom of the Crowd - Nella rete del crimine – serie TV, 5 episodi (2017-2018)
- The Fosters – serie TV, 4 episodi (2018)
- The Power Couple – miniserie TV, 5 episodi (2019)
- Le terrificanti avventure di Sabrina – serie TV, 26 episodi (2018-2020)
- Fate: The Winx Saga – serie TV, 13 episodi (2021-2022)

#### Video musicali
- Holding Together di TOMOS feat. Ana Michell, regia di Ryan McFadden (2019)
- Blood di Andrew Matarazzo 2023

## Doppiatrici italiane
Nelle versioni in italiano dei lavori in cui ha recitato, Abigail Cowen è stata doppiata da:
- Martina Tamburello in Cosa mi lasci di te, Riscatto d'amore
- Camilla Murri in Le terrificanti avventure di Sabrina
- Lavinia Paladino in Fate: The Winx Saga
- Sara Labidi ne L'esorcismo di Emma Schmidt - The Ritual